# Живорад Лазаревић
Живорад Лазаревић (Стијена Пиперска, 25. мај 1927 — 2013) био је генерал-мајор ЈНА и учесник Народноослободилачке борбе.

## Биографија
Прије Другог свјетског рата био је ђак гимназије. У НОР-у је био од 1943. године, а члан КПЈ постао је 1945. године. Након рата био је политички комесар пука, затим је вршио више дужности у Генералштабу ЈНА, потом је био начелник штаба и командант војног подручја. Завршио је Вишу војну академију и Ратну школу ЈНА. Умро је 2013. године.